# Jantar Leśniczówka (przystanek kolejowy)
Jantar Leśniczówka – wąskotorowy przystanek osobowy w Jantarze-Leśniczówce, w gminie Stegna, w powiecie nowodworskim, w województwie pomorskim. Położony jest przy drodze wojewódzkiej 501 na linii z Koszwał do Stegny Gdańskiej otwartej w 1905 roku. Od 2003 na odcinku od Mikoszewa Ujścia Wisły do Stegny Gdańskiej jest prowadzony ruch pasażerski.